# Cerinomycetaceae
Cerinomycetaceae Jülich – rodzina grzybów należąca do rzędu łzawnikowców (Dacrymycetales).

## Systematyka i nazewnictwo
Pozycja w klasyfikacji według Index Fungorum: Cerinomycetaceae, Dacrymycetales, Incertae sedis, Dacrymycetes, Agaricomycotina, Basidiomycota, Fungi.
Według CABI databases bazującej na Dictionary of the Fungi jest to takson monotypowy:
- rodzina Cerinomycetaceae Jülich 1982
  - rodzaj Cerinomyces G.W. Martin 1949[1]

W Polsce występuje Cerinomyces tortus, tzw. łzawnik zielonawy.